# ارگ حکومتی اراک
ارگ حکومتی اراک یکی از بناهای تاریخی شهر اراک است که در سال ۱۲۳۱ هجری قمری ساخته شد. ارگ حکومتی در اصل مرکز حکومتی شهر نهادهای حکومتی و محل سکونت حاکم و دیوانیان شهر بود. ناصرالدین شاه در سفر خود به عراق عجم که در سال ۱۳۰۹ انجام گرفت، در این ارگ سکنی گزید و در کتاب سفرنامه خود به توصیف این بنا پرداخته است که از طبقه فوقانی آن قادر بوده است شهر را برانداز کند.
امروزه از ارگ حکومتی جز قسمتی از بنای منزل سپهدار چیزی باقی نمانده است. این مجموعه به مباشرت یوسف خان گرجی و همزمان با احداث نخستین پایه‌های شهر اراک در زمان فتحعلی شاه ساخته شد

## ویژگی‌های بنا
به نوشته سالنامه معارف عراق، مساحت این ارگ برابر ۱٫۵ بقعه (قطعه زمین) بوده است.
نقشه سلطان آباد قدیم که آخرین نمونه شهرسازی ایرانی- اسلامی است، به صورت چهارگوش شکل گرفت که ارگ حکومتی در شمال آن و خارج از دیوارهای شهر قرار داشت. مقر حکومتی با دیواری از شهر جدا می‌شد و در اصل در خارج از متن اصلی شهر قرار داشت.
از مجموعه عظیم ارگ تا سال ۱۳۴۰ خورشیدی، تنها عمارت نظمیه، خانه سپهدار و برج شیشه باقی‌مانده بود. این مجموعه به سبب اهمیت تاریخی و فرهنگی، توسط سازمان میراث فرهنگی در سال ۱۳۵۴ در فهرست آثار ملی ایران به ثبت رسید.
از جمله بخش‌های این ارگ حکومتی می‌توان به: تالار آیینه‌خانه، برج قلعه فرنگی، اندرون امیر، حوضخانه، دیوانخانه، تالار کرناخانه، زیرخانه، مسجد ارگ، سرطویله، دروازه ارگ بالا، میدان دروازه ارگ بالا و حمام اشاره کرد.

## تخریب بنا
در سال ۱۳۶۱ خورشیدی، این اثر به طور کلی تخریب شد و در مکان آن، دو دبستان پسرانه و دخترانه بنا گردید و تنها مخروبه‌ای از ارگ در منتهی‌الیه شهر واقع می‌باشد.